# Gran Logia de China
La Gran Logia de Masones Libres y Aceptados de China, comúnmente conocida como la Gran Logia de China (en chino tradicional, 中國美生總會; Wade-Giles, Chung¹-kuo² Mei³-shêng¹ Tsung³-hui⁴; en inglés: Grand Lodge of China, abreviada como GLOC), es una obediencia masónica regular (rama anglosajona) fundada el 18 de marzo de 1949, en la ciudad de Shanghái de la China republicana. Se encuentra hoy en la ciudad de Taipéi, República de China (Taiwán). Cuenta con 13 logias con 754 miembros y está reconocida por la Gran Logia Unida de Inglaterra.

## Historia
La francmasonería fue llevada a China en el siglo XVIII por los británicos, la primera logia llamada Amity Lodge No.407 se estableció en 1767, en la provincia de Cantón. En los barcos que hicieron el comercio de opio de Gran Bretaña a China, y seda, porcelana y té hacia Londres, marineros, comerciantes, personal militar, burócratas, empresarios, intelectuales y abogados comenzaron una nueva vida en tierra china, transportando hábitos, tradiciones, y estilo de vida. Los clubes de la masonería formaban parte de esta tradición británica; durante el siglo XIX, varios clubes de este tipo surgieron en Hong Kong. Mientras que la masonería también había existido en Macao de origen portugués. Estas logias se habían limitado principalmente a ciudadanos extranjeros específicos, hasta 1930, un grupo de maestros masones chinos y estadounidenses, decidieron formar una logia en Shanghái, con el propósito de llevar verdaderamente la masonería al pueblo chino.
Una nueva Logia 106 se fundó en 1931 en Pekín, que también fue nombrado Amity Lodge. La Amity Lodge No.106 fue seguida por la creación de Nankín Lodge No.108 (Nankín), Pearl River Lodge No.109 (Cantón), Szechwan Lodge No.112 (Chengtu), West Lake Lodge No.113 (Hangchow), y Sun Lodge No.114 (Shanghái).
Durante la segunda guerra sino-japonesa (1937–1945), un pequeño grupo de maestros masones de diversas nacionalidades se reunieron en la ciudad libre de Chungking, en la provincia de Szechwan, y formaron el Club de Escuadra y Compases. En 1943, se estableció la Fortitude Lodge, debido al cese de las hostilidades, se cerró en 1945. A pesar de su breve existencia, esta logia proporcionaría cuatro grandes maestros para la futura de Gran Logia de China: William H. T. Wei, Ting Chien, Theodore L. Way, y George W. Chen. Con ellos, la actividad masónica se reanudó en toda China. Las seis logias mencionadas anteriormente se establecieron bajo la Gran Logia de Filipinas, que sostuvo discusiones sobre el establecimiento de una gran logia para China. Esto dio lugar a la creación de la Gran Logia de China el 18 de marzo de 1949, que fue consagrada en el templo masónico estadounidense situado en la route Dufour, en la antigua concesión francesa de Shanghái. Las seis logias fueron transferidas y restablecidas con sus nombres originales, pero fueron renumeradas.
Después de que los comunistas tomaron el control de China continental en octubre de 1949, la Gran Logia había dejado de funcionar en 1951. Luego se trasladó temporalmente a Hong Kong.
Tras la retirada del gobierno de la República de China (1912-1949) a Taiwán, la Gran Logia de China se reactivó en esa isla desde 1955. En 1961, George W. Chen, el gran maestro adjunto comenzó a traducir el ritual y el monitor masónicos al idioma chino. Nuevas logias fueron creadas en 1972 (Han Lodge No.8), 1985 (Tang Lodge No.9), 1997 (Harmony Lodge No.10), y 2000 (High Sun Lodge No.11). La Han Lodge No.8 es la primera logia en dirigir todo su negocio en el idioma chino. En 2016, se celebró la primera conferencia de la Confederación Masónica de Asia-Pacífico en el hotel Sunworld Dynasty de Taipéi.
Chiang Wei-kuo, el hijo adoptivo del presidente republicano —Chiang Kai-shek— fue el gran maestro de la Gran Logia de China desde 1968 hasta 1969.
Así mismo. El Generalísimo Chiang Kai-shek fue también gran Maestro Perfecto de la Gran Logia de China a mediados de los 60's

## Logias
«廬» (pinyin, lú; Wade-Giles, lu²) es la traducción china de «logia».
- Amity Lodge No. 1 (誼廬), fundada el 18 de marzo de 1949 en Shanghái, China republicana, reactivada el 18 de febrero de 1955 en la ciudad de Taipéi, Taiwán.
- Pearl River Lodge No. 3 (恆廬), fundada el 18 de marzo de 1949, se encuentra hoy en la ciudad de Kaohsiung, Taiwán.
- Szechwan Lodge No. 4 (川廬), fundada el 28 de enero de 1936 en la ciudad de Chengtu de la provincia de Szechwan como Szechwan Lodge No. 112 bajo la Gran Logia de Filipinas,[10][11] reactivada en 1957 en la ciudad de Taichung, Taiwán. Se encuentra hoy en Taipéi. Antes de su traslado a Taiwán, la logia tuvo una estrecha relación con las Iglesias protestantes en Szechwan. Además de tener su punto de reunión en la Universidad de la Unión de China Occidental de Chengtu fundada por misiones protestantes,[6] varios maestres también eran misioneros. Como ejemplos se puede citar Albert James Brace, misionero metodista canadiense;[12] Thomas Harry Williams era maestre en 1937;[13] David Crockett Graham, misionero bautista estadounidense, se desempeñó como secretario interino durante los años 1930,[12] y posteriormente asumió el cargo de maestre;[14] Ralph Ansel Ward, misionero metodista estadounidense, asumió el cargo de maestre en 1939.[15]
- Sun Lodge No. 6 (申廬), fundada el 26 de enero de 1939 en Shanghái, se encuentra hoy en Taipéi.
- Liberty Lodge No. 7 (自由廬), fundada el 16 de noviembre de 1956 en Taipéi.
- Han Lodge No. 8 (漢廬), fundada en octubre de 1972 en Taipéi.
- Tang Lodge No. 9 (唐廬), fundada el 25 de diciembre de 1985 en Taipéi.
- Harmony Lodge No. 10 (融廬), fundada el 29 de noviembre de 1997 en Taipéi.
- High Sun Lodge No. 11 (海山廬), fundada el 26 de febrero de 2000 en el condado de Taipéi.
- Prestige Lodge No. 12 (弘廬), fundada el 1 de noviembre de 2001.
- Sun Moon Lodge No. 13 (明廬), fundada el 1 de enero de 2003 en Taichung.
- Da-an Lodge No. 15 (大安廬), fundada el 31 de agosto de 2019 en Taipéi.
- Foederis Arca Lodge No. 18 (申曦廬)